# Lista över platser på Skivvärlden
Detta är en lista över platser, länder och städer på Skivvärlden, en fiktiv platt värld skapad av Terry Pratchett som bärs upp av fyra elefanter som i sin tur bärs upp av sköldpaddan A'Tuin. A'Tuin simmar i sin tur genom rymden.

## A
- Ankh-Morpork, Skivvärldens största stad.
- Agateanska Imperiet, ligger på Motviktskontinenten[1].

## B
- Bes Pelargic, hamnstad i Agateanska Imperiet[1].

## D
- Den Namnlösa Kontinenten, den mest kända kontinenten som staden Ankh-Morpork ligger på.
- Djelibeybi, en stadsstat som liknar det forntida Egypten.

## E
- Efebe är ett land som ligger på Klatch [2][3].

## H
- Howondaland är ett land som ligger på Klatch.
- Hunghung, Agateanska Imperiets huvudstad[1].

## K
- Kanthavet, havet som är vid kanten av Skivvärlden.
- Klatsch är den näst mest kända kontinenten.
- Ku är en kontinent som sjönk i havet innan böckerna.

## L
- Lanker, en av de kända städerna på Skivvärlden.
- Lankerstad, Lankers huvudstad.

## M
- Motviktskontinenten, en kontinent som till stor del upptas av Agateanska Imperiet[1].

## O
- Omnia är ett land som ligger på Klatch.

## R
- Rammtopparna är de berg som ligger närmast mitten av Skivan.

## T
- Tsort är ett land som ligger på Klatch[2].

## X
- XXXX, en kontinent som till stor del består av öken[1].

## Y
- Überwald, en plats som till stor del bebos av vampyrer och häxor[4].